# Pseudolycaena damo
Pseudolycaena damo is een vlinder uit de familie van de Lycaenidae. De wetenschappelijke naam van de soort werd als Thecla damo in 1875 gepubliceerd door Hamilton Herbert Druce.